# Michel Decastel
Michel Decastel (Genebra, 22 de outubro de 1955) é um ex-futebolista suíço, que atuava como meia. atualmente treinador de futebol.